# 父女情深
〈父女情深〉（英語：Marcy & Hunson）是《探險活寶》第十季的第7集。在卡通頻道於2017年12月17日播出。該集由格雷姆·福克和亞當·穆托進行分鏡製作，並由亞當·穆托、傑克·彭達維斯、肯特·奧斯本和茱莉亞·波特進行故事選稿。馬丁·奧爾森在該集中飾演寒森·阿巴迪爾。
在這一集中，薄荷管家為阿寶製造了一把新的劍，並將寒森·阿巴迪爾召喚出來。阿寶、老皮和艾薇爾為鬼魂們舉辦一場獨奏音樂會時，寒森卻意外惹出了一系列的事端。